# Uebajá
Uebajá (em fom: Huegbadja), nascido Arrô (Aho),[a] foi arroçu de Daomé de 1645/50 a 1680/85. Na tradição fom, é colocado como verdadeiro fundador do Daomé e todas as suas instituições. Suas origens, porém, são controversas, com várias teorias sendo criadas. Podia pertencer à dinastia reinante em Abomei vinda de Tadô, como filho do antecessor Dacodonu (r. 1620/25–1645/50), mas algumas hipóteses colocam-o como um chefe forâneo, que usurpou o trono e fundou uma nova linhagem em Daomé. Inclusive se suspeita que sequer tenha ocorrido a fundação do Estado por Uebajá, que quiçá conquistou um reino já estabelecido. O mesmo se diz em relação às instituições de Daomé, que são colocadas como criação sua, mas que provavelmente foram copiadas de outros reinos, como Aladá. Ao falecer, foi sucedido por Acabá (r. 1680/85–1708).

## Vida

### Origens
Seu nome de nascimento era Arrô. Seu outro nome, Uebajá, teria se originado de um provérbio. Dizem os mitos que repeliu uma alusão desrespeitosa ao espírito de conquista dos agassuvis, segundo a qual abandonaram as águas do lago Uemê em direção a terra, alegando: Uê gbadja a yi adja ("o peixe que escapou da arapuca não chega nunca mais perto dela"). Seu nome, assim, seria fruto da abreviação da frase.
Segundo a tradição, Uebajá era filho de Dacodonu (r. 1620–1645) e, logo, membro do clã agassuvi emigrado de Tadô. Nas listas tradicionais, aparece como sucessor de Dacodonu desde 1645 e como o segundo arroçu daomeano, mas tecnicamente foi o primeiro, pois seu pai aparentemente reinou só como chefe do clã agassuvi. Investigações de tradições clânicas alheias ao clã real levaram à criação da hipótese de que Uebajá fundou uma nova dinastia, que usurpou o trono de Dacodonu, o que rompe a pretensa ligação familiar dos dois. Uebajá quiçá veio do sul, das margens do lago Uemê, e abriu caminho na política local graças à ajuda da família de sua mãe, que era dos arredores de Abomei. Os apoiantes da teoria sustentam que desposou Adonom, a progenitora dos três (Acabá e sua gêmea Arrambê e Agajá) ou dois (se Acabá antecedeu-o) soberanos seguintes.

### Reinado

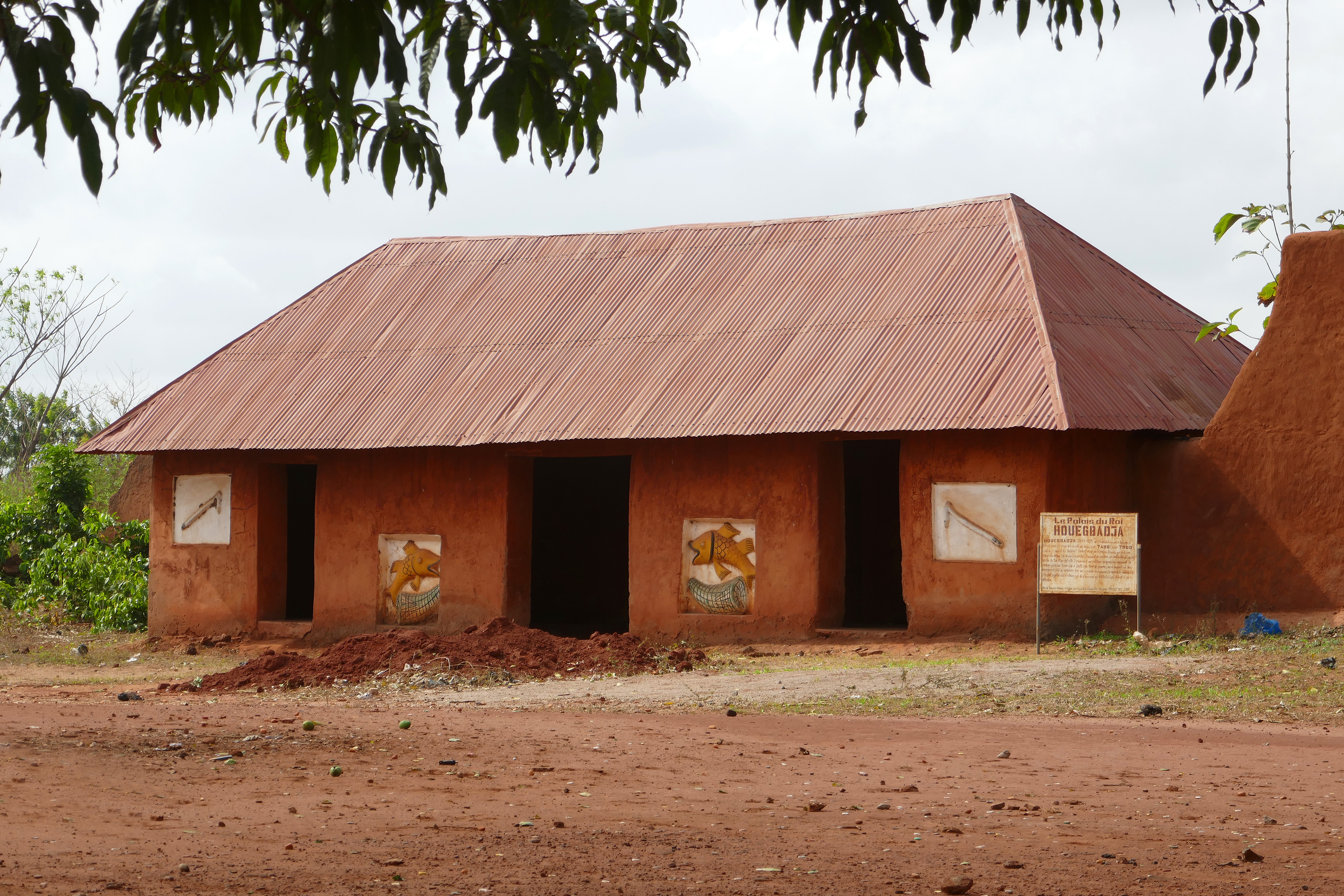
Palácio de Uebajá em Abomei

Seja como for, a Uebajá é atribuída a fundação, de facto, de Daomé. Segundo uma das tradições preservadas nos relatos europeus, a palavra Daomé teria sua origem na disputa entre Dacodonu, ou Uebajá em versões mais recentes, e o chefe vizinho Dã. Nela, o último cedeu um pedaço de terra a Uebajá e seu povo, mas este achou insuficiente. Dã retrucou que estava tão sedento por terras que seria capaz de erigir até sobre a barriga de Dã. Irado, Uebajá matou-o e sobre o túmulo dele ergueu seu palácio, cujo nome derivaria de Dã Homé Huebé, "casa sobre o ventre de Dã". Tal tradição, porém, não é única. Outra etimologia coloca que Dacodonu ou Uebajá tomou um reino bem mais antigo, que já tinha tal nome. De fato, havia na área um reino, ou uma importante chefia, de nome Danzumé. Assim, não teria ocorrido a criação dum Estado novo, mas uma mudança dinástica ou conquista estrangeira, e a corrupção do nome.
A tradição ainda atribuiu a Uebajá a criação das instituições de Daomé, porém todas as supostas inovações implementadas por ele são detectáveis em outros Estados da região, sobretudo Aladá. Por imitação, proibiu vinganças pessoais e fez de si a única fonte de justiça, com monopólio da pena capital; estabeleceu um imposto sobre a cabeça de cada um dos seus súditos; e impôs que todas as terras do reino e seus recursos lhe pertenciam, de modo em que, quando um chefe de linhagem falecia, os bens da família revertiam ao arruça, que os podia restituir após recolher sua parte. Além disso, criou o vidaxó, o herdeiro presuntivo escolhido, geralmente sob princípio da primogenitura, que então vivia em palácio próprio, nos arredores de capital, após receber as escarificações do leopardo. Esses dispositivos permitiram-lhe confiscar os bens e mandar decapitar seus desafetos, familiares, amigos e dependentes, bem como escravizá-los. Os escravos serviam de moeda de compra na costa, onde Uebajá obteve armas de fogo que usou às conquistas militares. Por fim, erigiu um palácio para si.